# Hibiscus reflexus
Hibiscus reflexus är en malvaväxtart som beskrevs av Craven, F.D.Wilson och Fryxell. Hibiscus reflexus ingår i Hibiskussläktet som ingår i familjen malvaväxter. Inga underarter finns listade i Catalogue of Life.